# Большаков, Александр Сергеевич
Александр Сергеевич Большаков (род. 7 мая 1992, Мытищи, Московская область) — российский хоккеист, защитник.

## Биография
Дебютировал в МХЛ в сезоне-2010/11 в составе команды «Мытищинские атланты». Со следующего сезона — в МХК «Газовик» Тюмень, в сезоне также провёл один матч за «Рубин» в ВХЛ и 4 — за «Рубин-2» в РХЛ. В декабре 2012 года перешёл в клуб ВХЛ «Кристалл» Саратов. В сезоне 2014/15 выступал за «Ижсталь» Ижевск и «Ариаду» Волжск. 22 мая 2015 года перешёл в тольяттинскую «Ладу». В сезоне 2015/16 провёл 50 матчей в КХЛ, в следующем сезоне — 18 матчей в КХЛ и 24 — в ВХЛ за «Дизель». Играл в ВХЛ за команды «Нефтяник» Альметьевск (2017/18), «Рязань» (2017/18, 2018/19), «Молот-Прикамье» (2018/19), «Тамбов» (2019/20 — три матча).
Выступал в чемпионате Украины за «Донбасс» (2019/20 — 2020/21), «Краматорск» (2020/21), в чемпионате Румынии за «Харомсеки Адьюшок» (2021/22 — 2022/23), в ВХЛ за «Кристалл» Саратов и в чемпионате Казахстана за «Кулагер» (2023/24), в чемпионате Турции за «Буз Адамлар» (2024/25).
Победитель хоккейного турнира зимней Универсиады 2015 года. Серебряный призёр чемпионата Украины (2020). Чемпион Турции (2025).